# 1182 Илона
1182 Илона (енгл. 1182 Ilona) је астероид главног астероидног појаса. Приближан пречник астероида је 14,26 ,
а средња удаљеност астероида од Сунца износи 2,258 астрономских јединица (АЈ).
Инклинација (нагиб) орбите у односу на раван еклиптике је 9,393 степени, а орбитални период износи 1240,102 дана (3,395 године). Ексцентрицитет орбите астероида износи 0,117.
Апсолутна магнитуда астероида износи 11,30 а геометријски албедо 0,262.
Астероид је откривен 3. марта 1927. године.